# أنظمة حاسوب الجيل الخامس
مصطلح حواسيب الجيل الخامس : يعني هي الحواسيب التي بدا صناعتها من عام 1991 حتى الآن وهي تحتوي على الذكاء الاصطناعي وظهرت فيها الاقراص المدمجة DVD, CD وهي تحتوي على رقائق الدوائر المتكاملة الكبيرة وتحتوي على انظمة التشغيل المتداولة الآن يتم الآن تصنيع الملايين منها بسبب ذكائها وقلة الاخطاء فيها ; وهي بالاحرى معالجات تعالج البيانات ، ومنها LAPTOP و توجد معالجات مثل معالجت إنتل وصنعت بعض معالجاتها على مبدا الجيل الخامس من المعالجات
في الجيل الخامس عرضت أول صفحة إنترنت في أغسطس من عام 1991م، وظهر الواقع الافتراضي (Virtual Reality) و الوسائط المتعددة (Multimedia). [باجنيد]